# Doručak
Doručak je drugi obrok u danu (poslije zajutarka) koji se jede prije podne, u razdoblju do ručka, to jest najčešće ujutro, prije početka radnog vremena.
Sastav, raznolikost i vrijeme doručka razlikuju se od kuhinje do kuhinje. Tako je vrlo poznat engleski doručak s kobasicom, jajima, slaninom, koji su sastojak doručaka brojnih kuhinja. Uz doručak se vezuje i unos sira, šunke, različitih namaza (mliječni namazi, džemovi, marmelade) te napitaka poput kave, kakaa ili mlijeka, posebice u djece.
Uz doručak se veže poznati mit kao "najvažnijeg obroka u danu" te su liječnici desetljećima upozoravali na štetnost preskakanja doručka, koja se danas novim saznanjima iz nutricionističkih istraživanja opovrgava. No, preskakanje doručka se ne preporučuje osobama oboljelim od šećerne bolesti (dijabetesa), koje radi regulacije šećera u krvi moraju pažljivo rasporediti unos hrane tijekom dana.  Preporučuje se konzumacija doručka djeci i mladima (osobito prije odlaska na nastavu), osobama koje bi zbog okolnosti (primjerice, radnih uvjeta) morale dugo čekati na sljedeći obrok ili su pod povećanim naporom, te svima koji ujutro osjećaju potrebu za hranom. 